# Стенбрухульт
Стенбрухульт (швед. Stenbrohult) — деревня к северу от Эльмхульта в лене Крунуберг в Швеции. Относится к церковному приходу Стенбрухульт. Находится на берегу озера.
В деревне есть церковь, дом пастора, церковная конюшня, несколько крестьянских хозяйств и несколько жилых построек.
В Стенбрухульте провёл своё детство Карл Линней (1707—1778), создатель единой системы растительного и животного мира. Приходскими пасторами Стенбрухульта были дед Карла Линнея Самуэль Бродерсониус (с 1688 по 1707 год), отец Николаус (Нильс) Ингемарссон Линнеус (с 1709 по 1748 год) и брат Самуэль Линнеус (с 1749 по 1797 год).